# Марлин (Техас)
Марлин (англ. Marlin) — город в США, расположенный в восточной части штата Техас, административный центр округа Фолс. По данным переписи за 2010 год число жителей составляло 5967 человек, по оценке Бюро переписи США в 2016 году в городе проживал 5671 человек.

## История

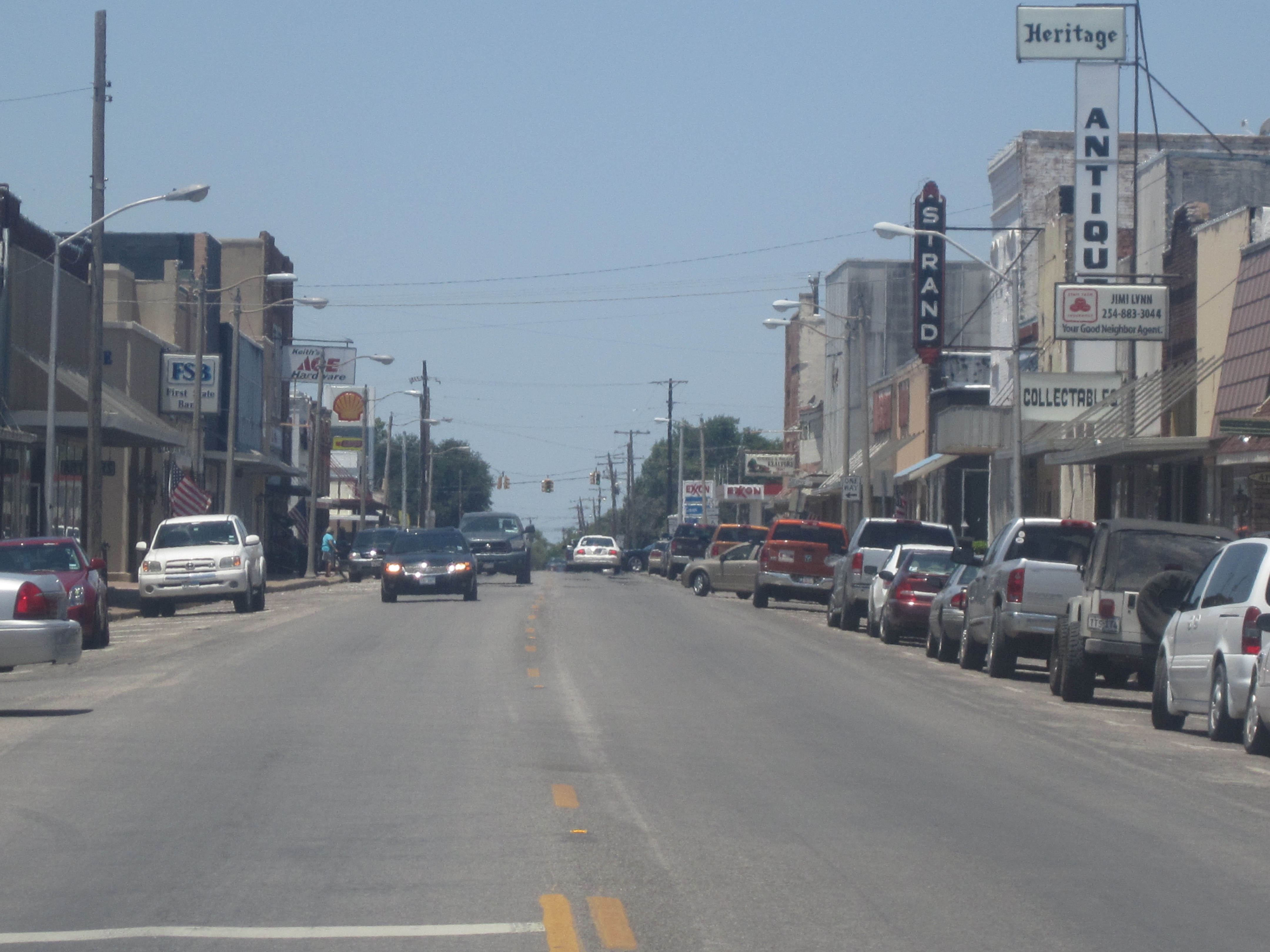
Центр Марлина (2012)

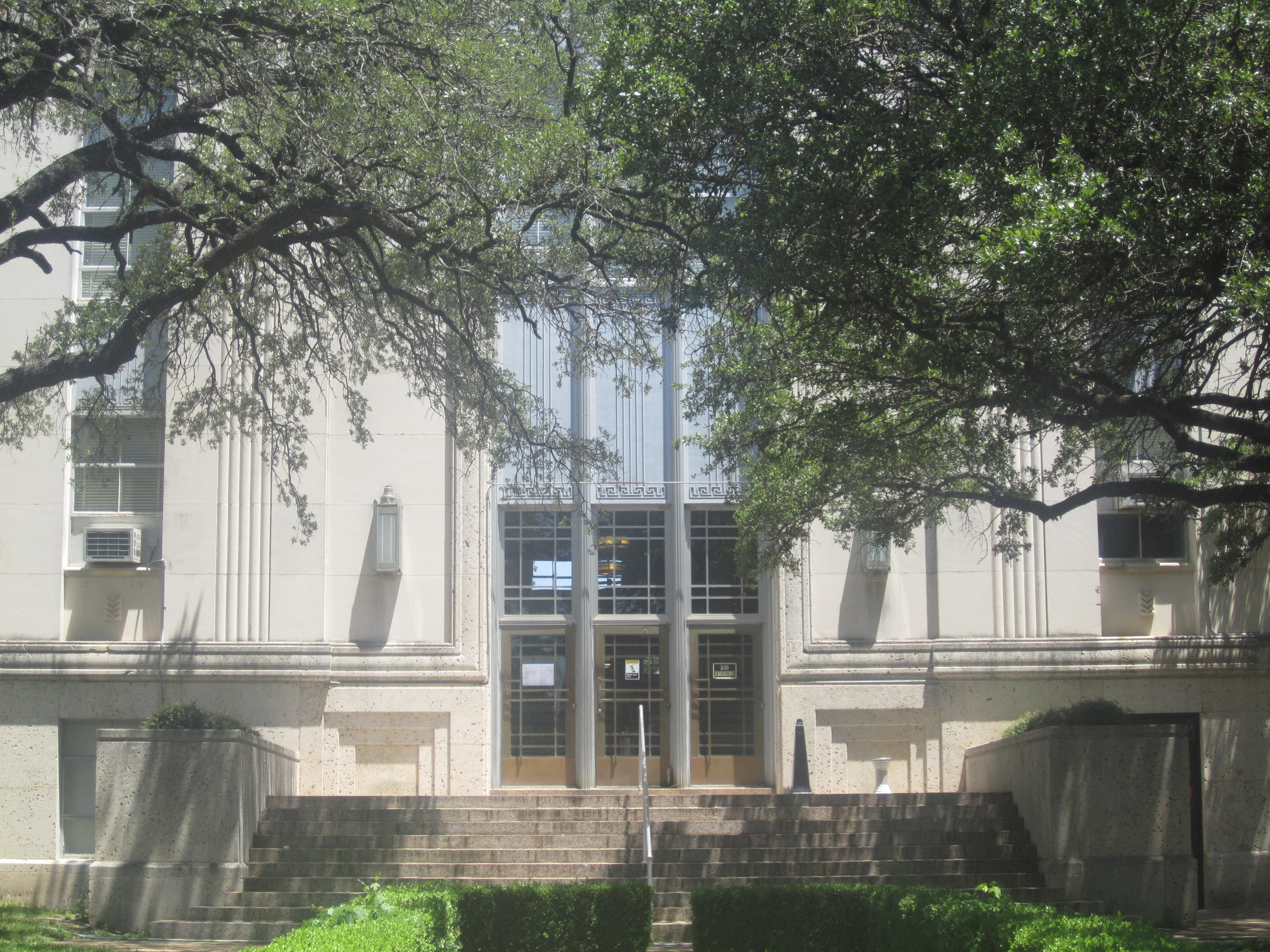
Вид на здание суда округа Фолс

Марлин располагается к востоку от реки Бразос и первоначально назывался Адамс. 28 января 1850 года легислатура Техаса создала округ Фолс из частей округов Лаймстон и Майлам. Название округа произошло от водопадов на реке Бразос неподалёку. Акт легислатуры утвердил Саравилл-де-Виеску, столицу колонии Стерлинга Робертсона, столицей нового округа, однако жители округа, преимущественно располагавшиеся к востоку от реки, проголосовали за смену административного центра на Адамс. 30 января 1851 года город официально стал столицей округа, а вскоре сменил название на Марлин в честь семьи одного из первых поселенцев в районе.
В 1851 году в городе появилось почтовое отделение. Первой церковью в городе была пресвитерианская церковь. Зенас Бартлетт открыл первый магазин в Марлина, а каменное здание магазина использовалась на первых порах для школьных занятий. Позже жена Бартлетта продала участок властям под городскую ратушу. В 1867 году городу получил устав, началось формирование органов местного управления. В 1871 году была построена железная дорога Houston and Texas Central Railway. Тогда же в Марлине открылась академия Marlin Male and Female Academy. В 1874 году в городе начался выпуск первой газеты, Marlin Ball, позже была образована газета Marlin Democrat. К 1900 году в Марлине функционировала телефонная связь. В 1901 году в город пришла ещё одна железная дорога, International-Great Northern. В 1923 году был образован школьный округ Марлин.

## География
Марлин находится в центральной части округа, его координаты: 31°18′29″ с. ш. 96°53′35″ з. д..
Согласно данным бюро переписи США, площадь города составляет около 11,8 км2, из которых почти 11,7 км2 занято сушей, а 0,1 км2 — водная поверхность.

### Климат
Согласно классификации климатов Кёппена, в Марлине преобладает влажный субтропический климат (Cfa).
| Показатель                    | Янв.  | Фев. | Март | Апр. | Май  | Июнь | Июль | Авг. | Сен. | Окт. | Нояб. | Дек.  | Год   |
| ----------------------------- | ----- | ---- | ---- | ---- | ---- | ---- | ---- | ---- | ---- | ---- | ----- | ----- | ----- |
| Абсолютный максимум, °C       | 31,1  | 36,7 | 36,7 | 38,9 | 39,4 | 40,6 | 43,3 | 44,4 | 42,8 | 37,8 | 32,2  | 30    | 44,4  |
| Средний суточный максимум, °C | 14,9  | 17,6 | 21,7 | 25,7 | 29,2 | 32,9 | 35   | 35,7 | 32,2 | 27,6 | 21,2  | 16,3  | 25,8  |
| Средняя температура, °C       | 8,6   | 11,1 | 15,1 | 19,4 | 23,3 | 27   | 28,7 | 28,9 | 25,7 | 20,4 | 14,6  | 9,9   | 19,4  |
| Средний суточный минимум, °C  | 2,4   | 4,6  | 8,6  | 13   | 17,4 | 21,1 | 22,5 | 22,2 | 19,2 | 13,3 | 8     | 3,5   | 12,9  |
| Абсолютный минимум, °C        | −21,7 | −15  | −9,4 | −1,7 | 4,4  | 10   | 13,3 | 12,8 | 5    | −3,9 | −9,4  | −14,4 | −21,7 |
| Норма осадков, мм             | 64    | 68   | 75   | 90   | 128  | 86   | 55   | 50   | 77   | 87   | 81    | 78    | 940   |
| Источник: weatherbase.com     |       |      |      |      |      |      |      |      |      |      |       |       |       |

## Население

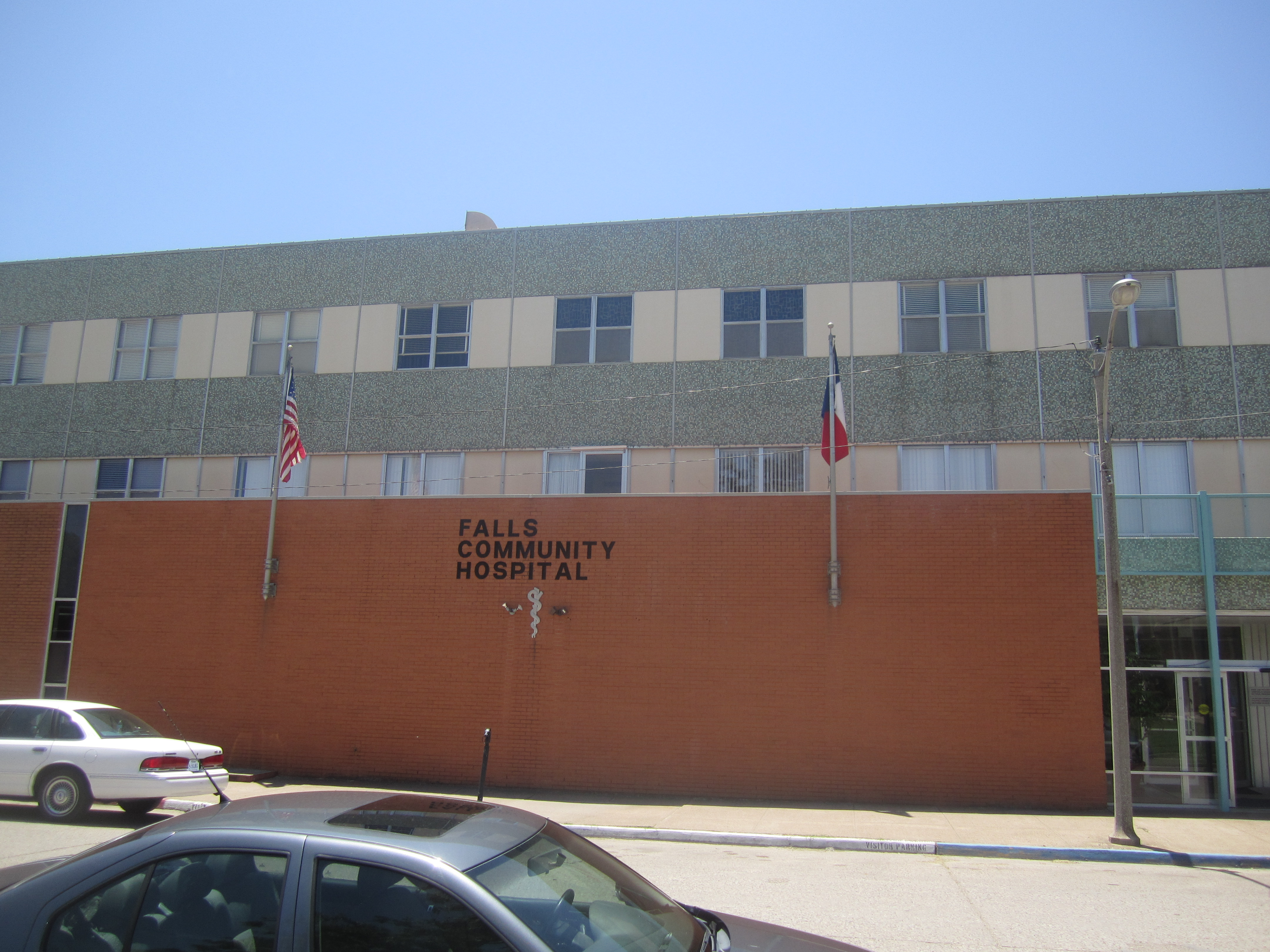
Госпиталь Falls Community Hospital в Марлине

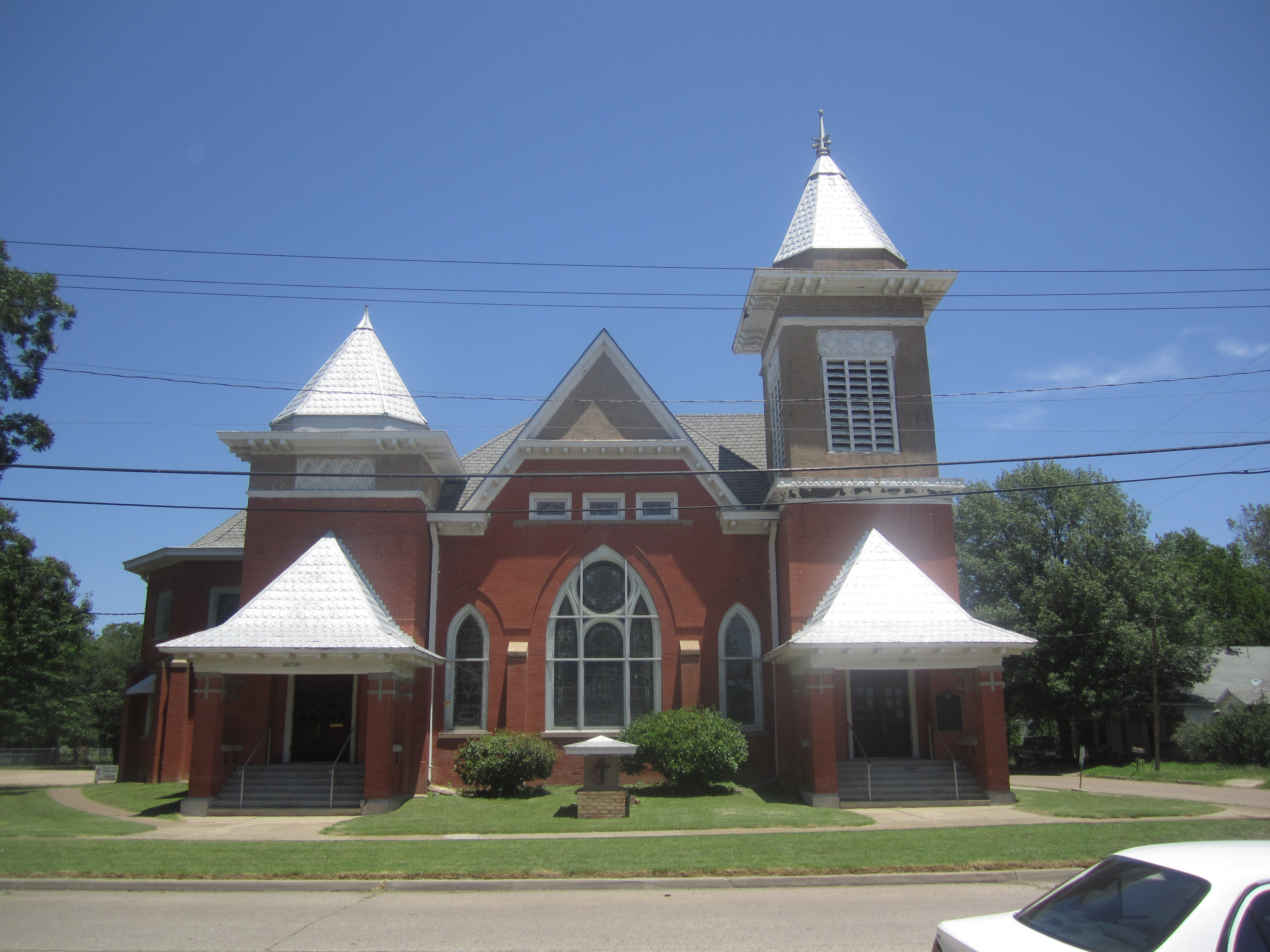
Первая методистская церковь Марлина

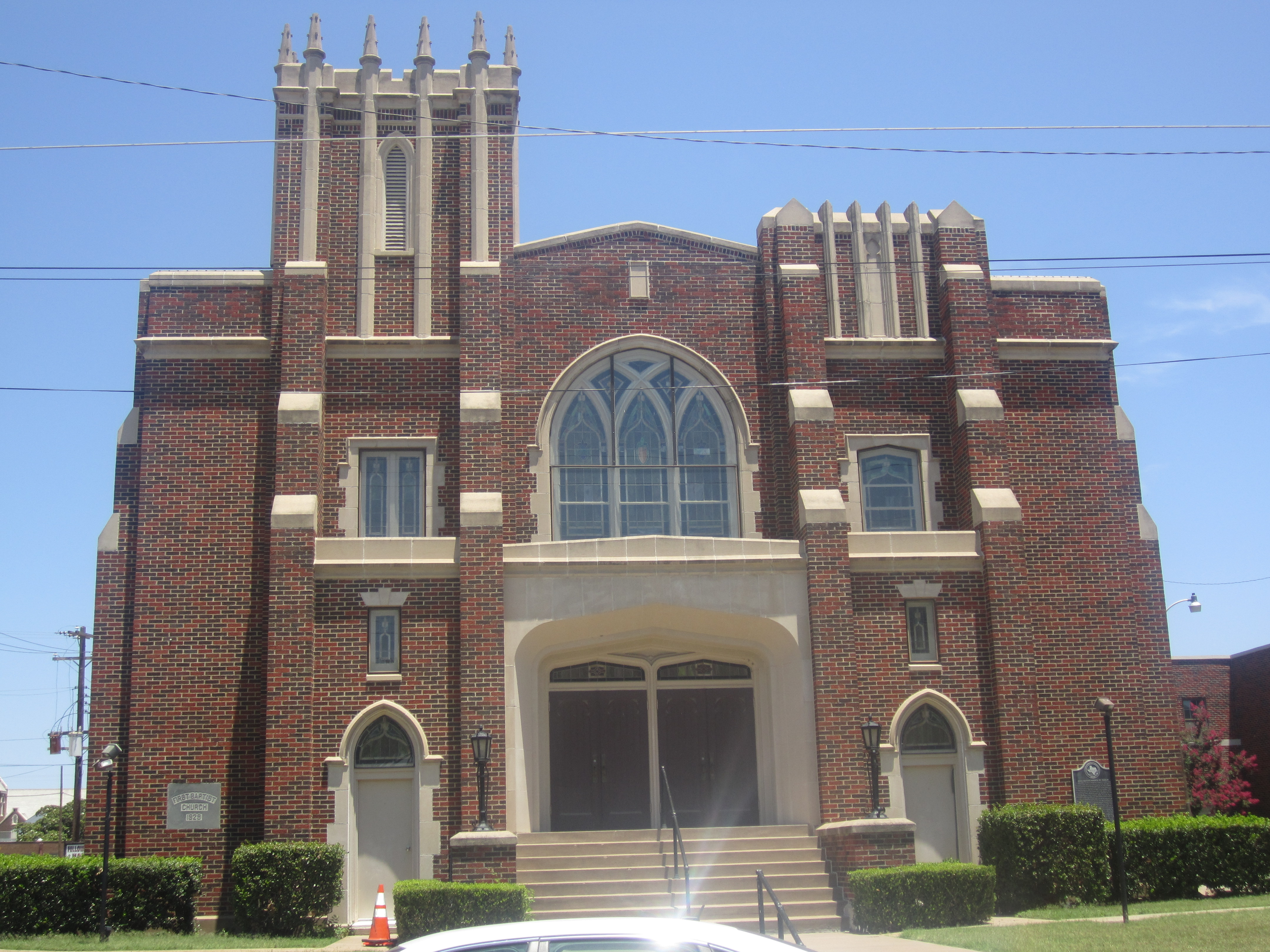
Первая баптистская церковь

Согласно переписи населения 2010 года в городе проживало 5967 человек, было 2094 домохозяйства и 1284 семьи. Расовый состав города: 38,1 % — белые, 45,5 % — афроамериканцы, 0,5 % — коренные жители США, 0,4 % — азиаты, 0,1 % (5 человек) — жители Гавайев или Океании, 13,3 % — другие расы, 2 % — две и более расы. Число испаноязычных жителей любых рас составило 23,7 %.
Из 8276 домохозяйств, в 33 % живут дети младше 18 лет. 32,6 % домохозяйств представляли собой совместно проживающие супружеские пары (11,2 % с детьми младше 18 лет), в 23,8 % домохозяйств женщины проживали без мужей, в 5 % домохозяйств мужчины проживали без жён, 38,7 % домохозяйств не являлись семьями. В 33,8 % домохозяйств проживал только один человек, 13,7 % составляли одинокие пожилые люди (старше 65 лет). Средний размер домохозяйства составлял 2,52 человека. Средний размер семьи — 3,27 человека.
Население города по возрастному диапазону распределилось следующим образом: 27 % — жители младше 20 лет, 28,2 % находятся в возрасте от 20 до 39, 30,2 % — от 40 до 64, 14,7 % — 65 лет и старше. Средний возраст составляет 35,4 года.
Согласно данным опросов пяти лет с 2011 по 2015 годы, средний доход домохозяйства в Марлине составляет 26 370 долларов США в год, средний доход семьи — 35 432 доллара. Доход на душу населения в городе составляет 13 367 долларов. Около 25,9 % семей и 35,9 % населения находятся за чертой бедности. В том числе 56 % в возрасте до 18 лет и 19,1 % в возрасте 65 и старше.

## Местное управление
Управление городом осуществляется мэром и городским советом, состоящим из шести человек. Мэр избирается всем городом, тогда как члены совета — по округам. Совет выбирает из своих членов заместителя мэра.

## Инфраструктура и транспорт

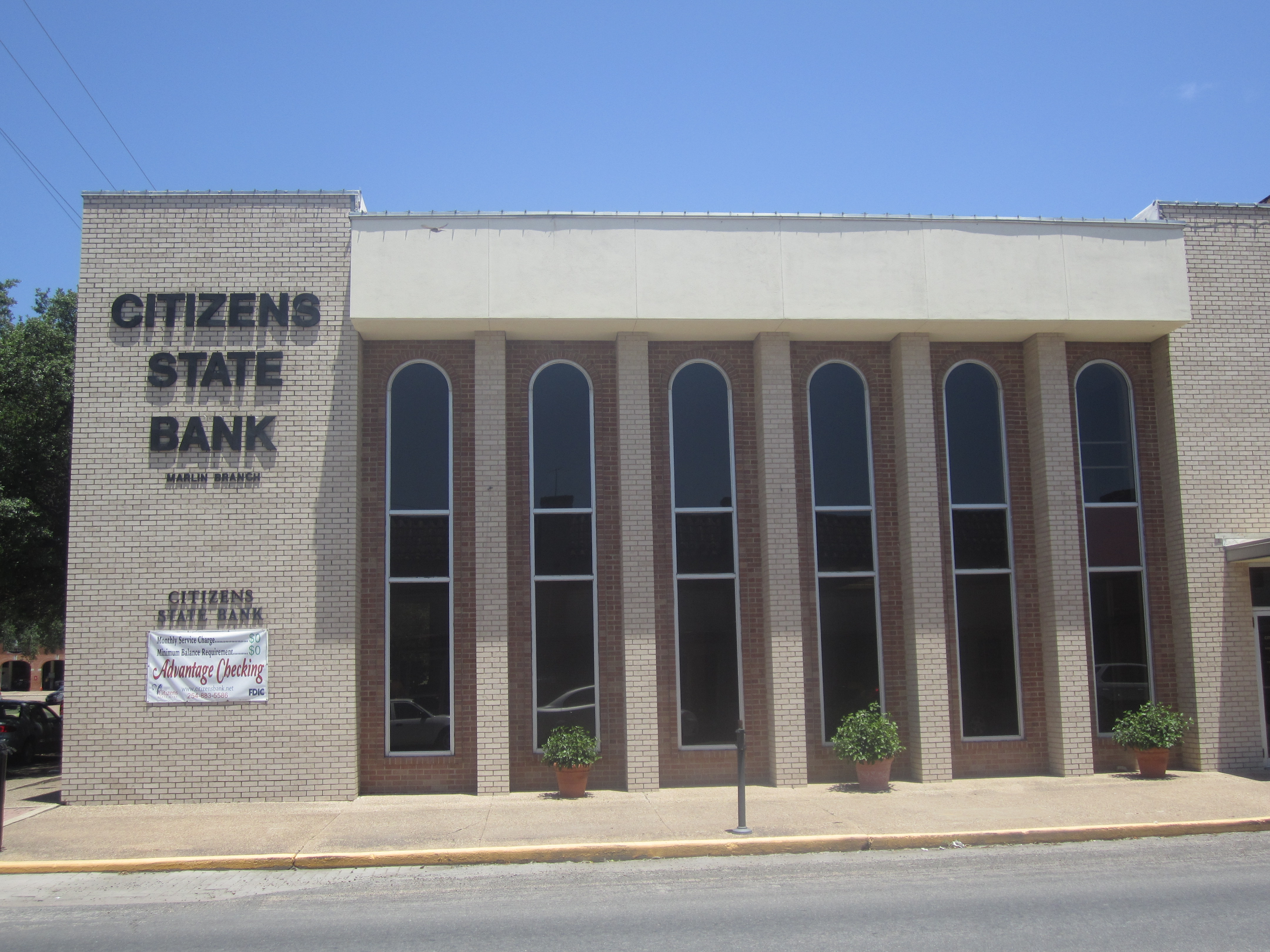
Банк Citizens State Bank в центре города

Основными автомагистралями, проходящими через Марлин, являются:
- автомагистраль 6 штата Техас, продолжающаяся к Уэйко на север и Колледж-Стейшен на юг
- автомагистраль 7 штата Техас, продолжающаяся к Сентервиллу на восток и заканчивающаяся на пересечении с I-35 в районе города Брюсвилл-Эдди на западе.

В городе располагается аэропорт Марлина. Аэропорт располагает одной взлётно-посадочной полосой длиной 921 метр. Ближайшим аэропортом, выполняющим коммерческие рейсы, является региональный аэропорт Уэйко. Аэропорт находится примерно в 55 километрах к северо-западу от Марлина.

## Образование
Город обслуживается независимым школьным округом Марлин.

## Экономика
Согласно финансовому отчёту за 2014—2015 финансовый год, Марлин владел активами на $28,3 млн, долговые обязательства города составляли $16,5 млн. Доходы города в 2015 году составили $6,1 млн, а расходы — $5,7 млн.

## Город в популярной культуре
В Марлине проходили съемки таких фильмов как «Ледбелли» (1976), «Дурная слава» (2006), «Wounded» (2012)

## Галерея

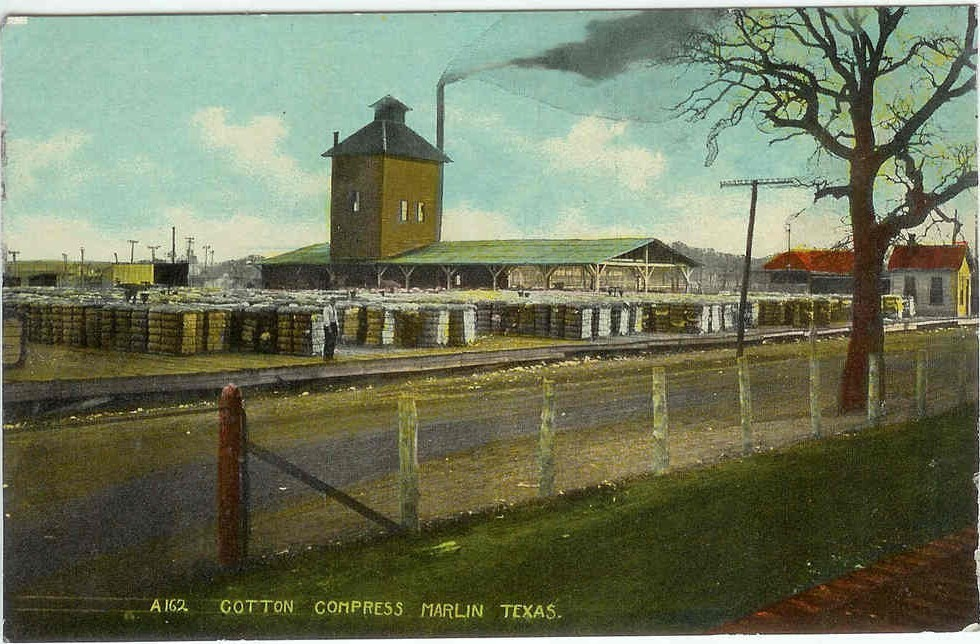
Компрессор хлопка, открытка, примерно 1905
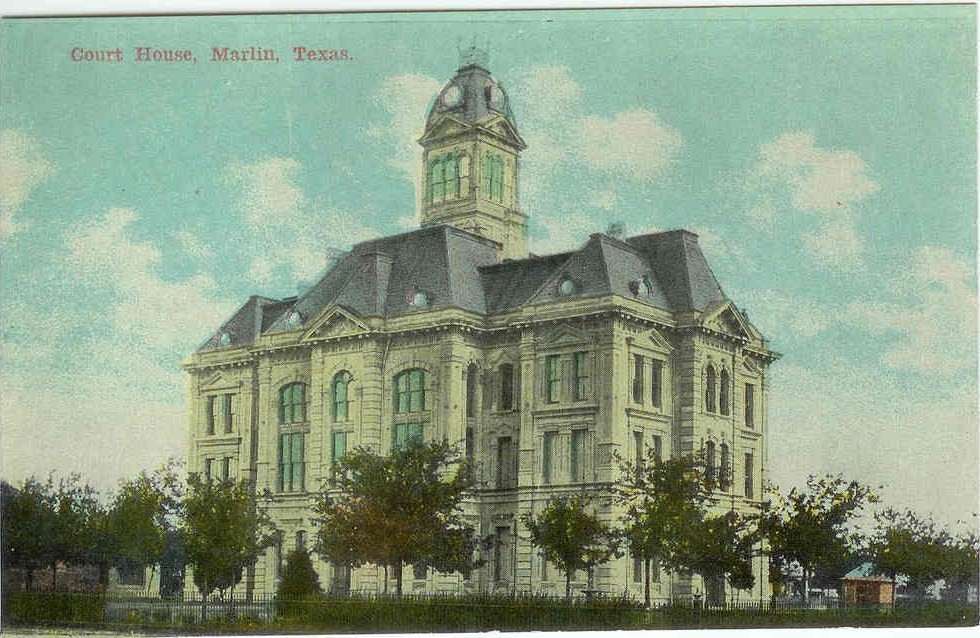
Здание суда, открытка, примерно 1905
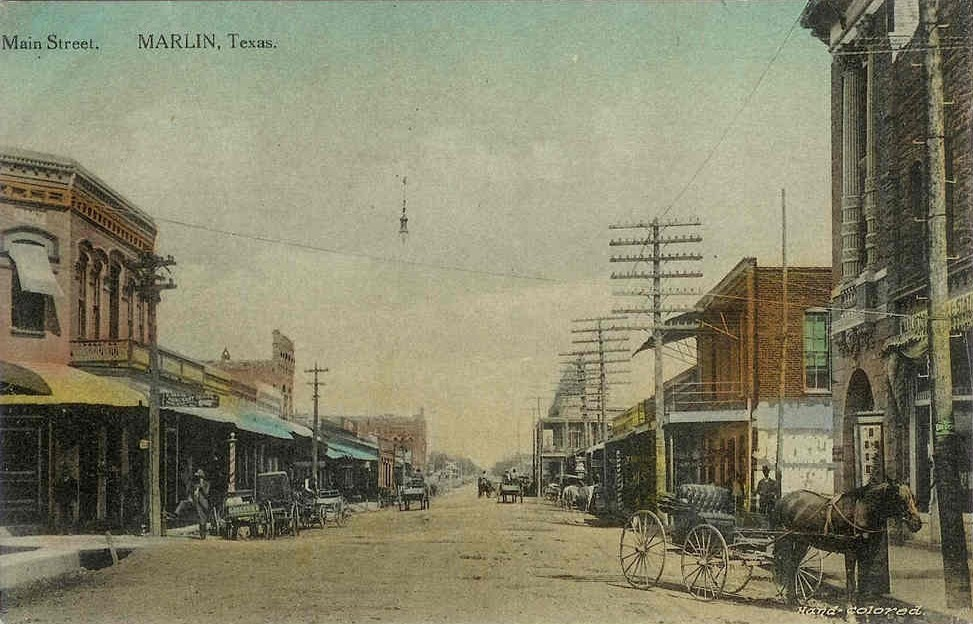
Главная улица, открытка, примерно 1905
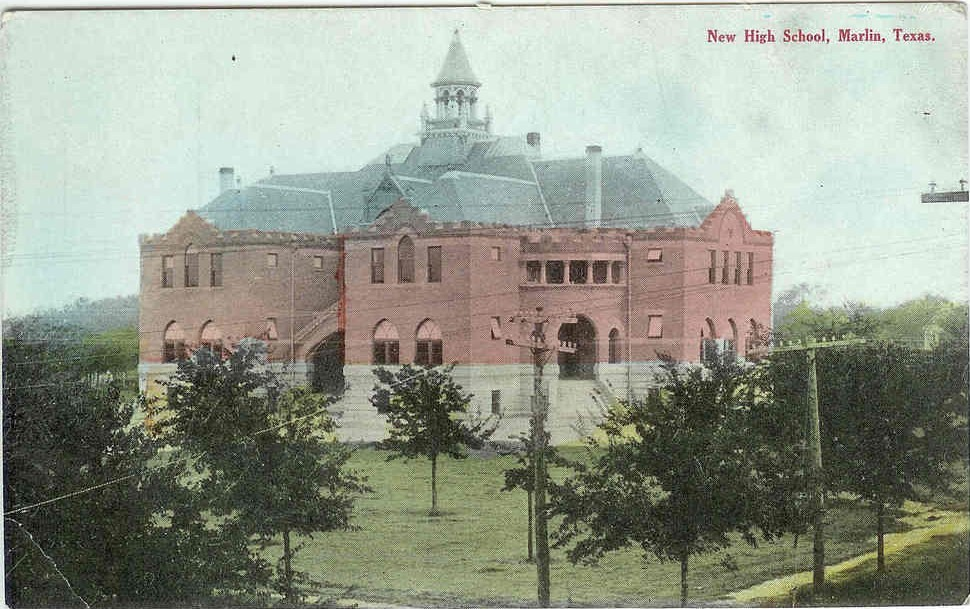
«Новая старшая школа», открытка, примерно 1905
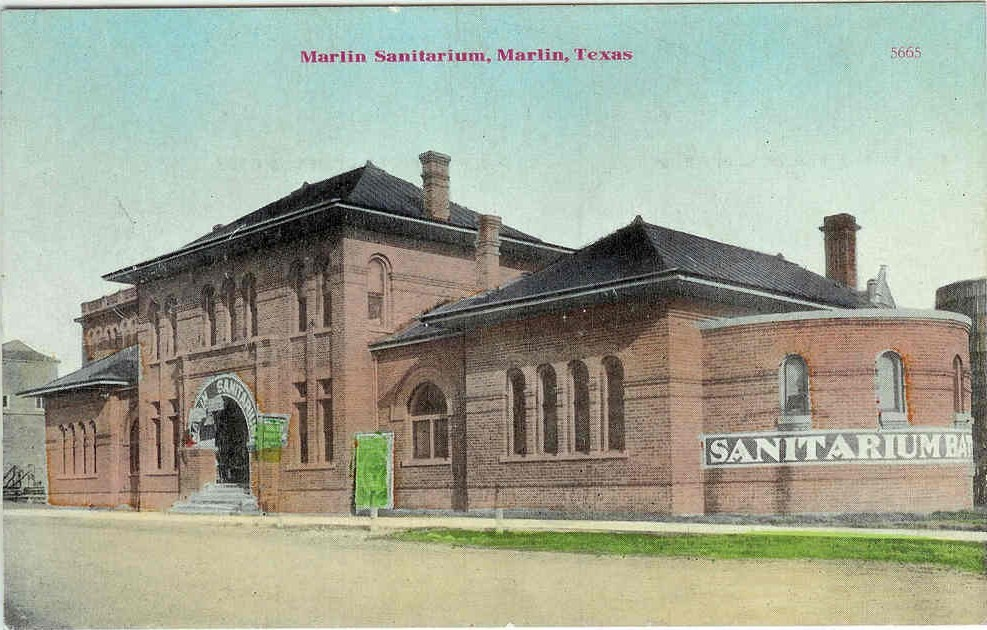
Санаторий, открытка, примерно 1905
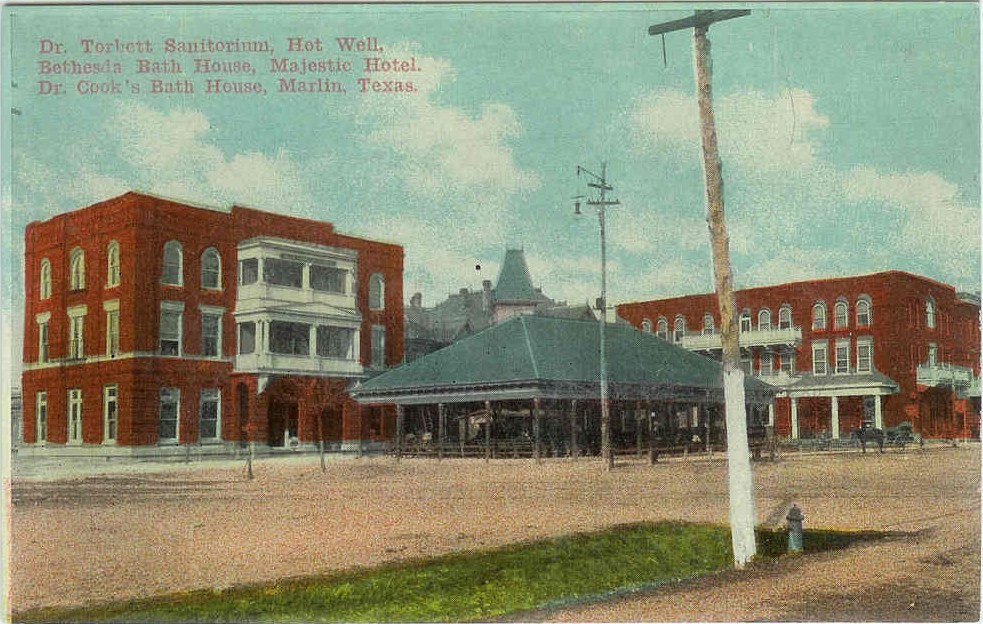
Бани и санаторий, открытка, примерно 1905
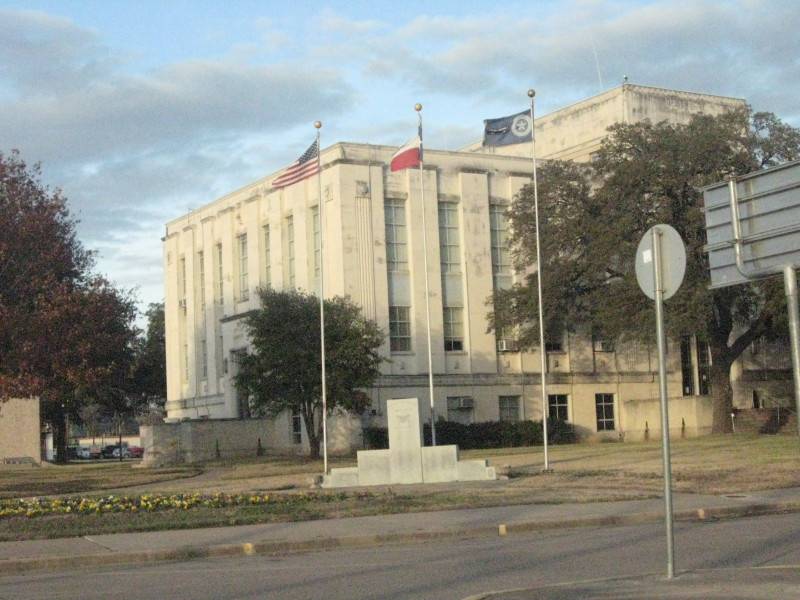
Здание суда округа Фолс, март 2009
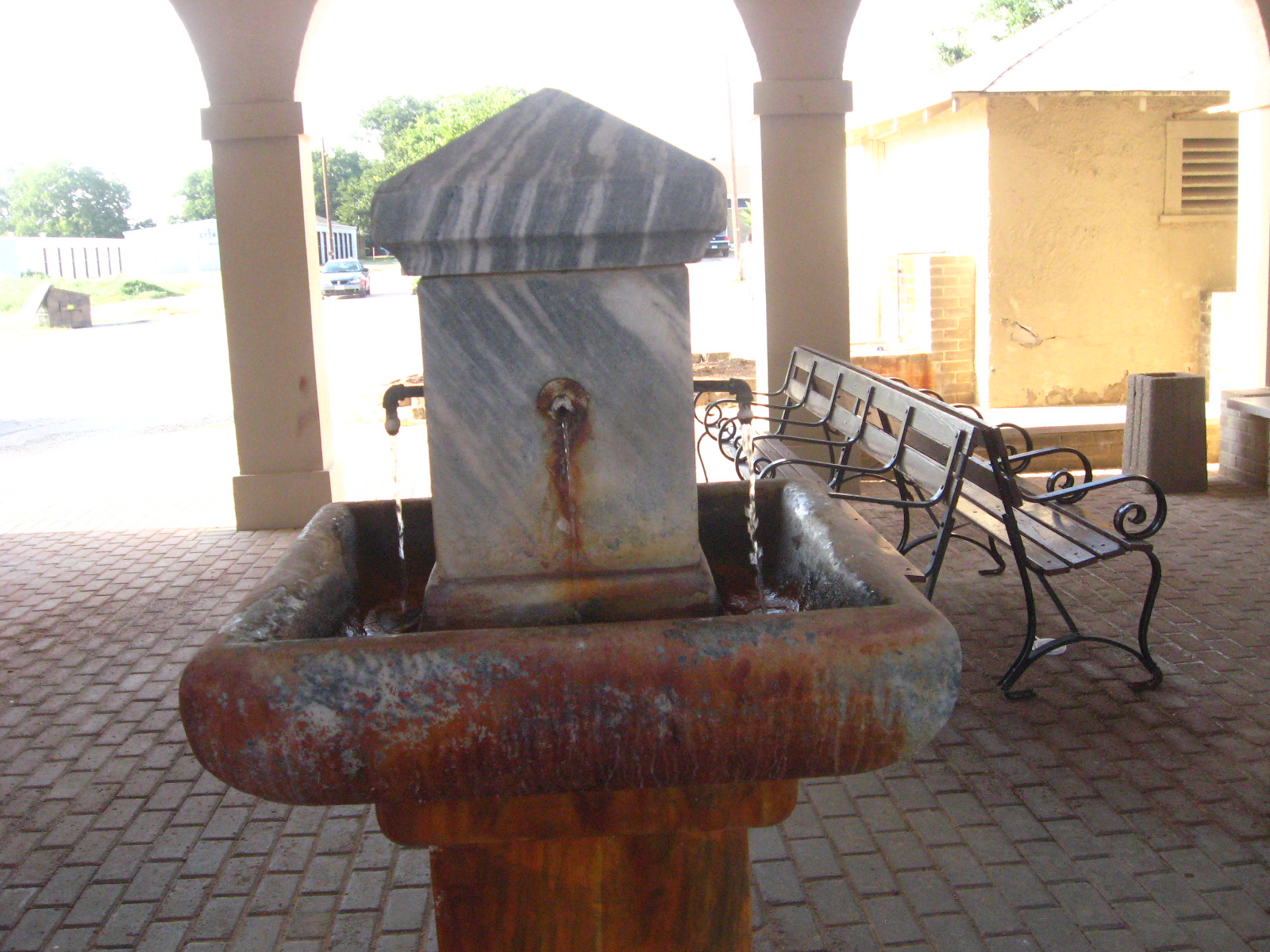
Фонтанчик с горячей минеральной водой
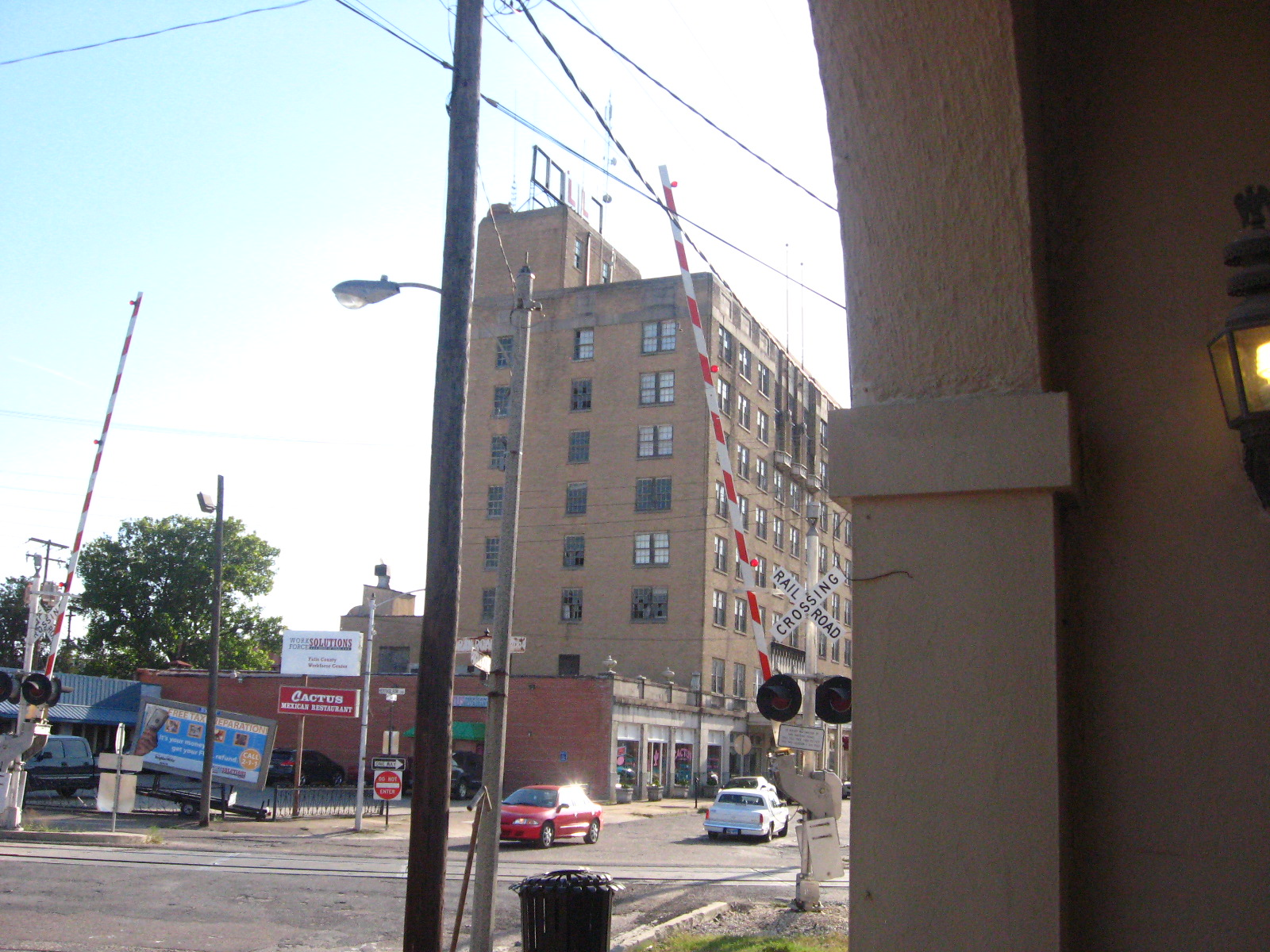
Отель Фолс, 2010 год
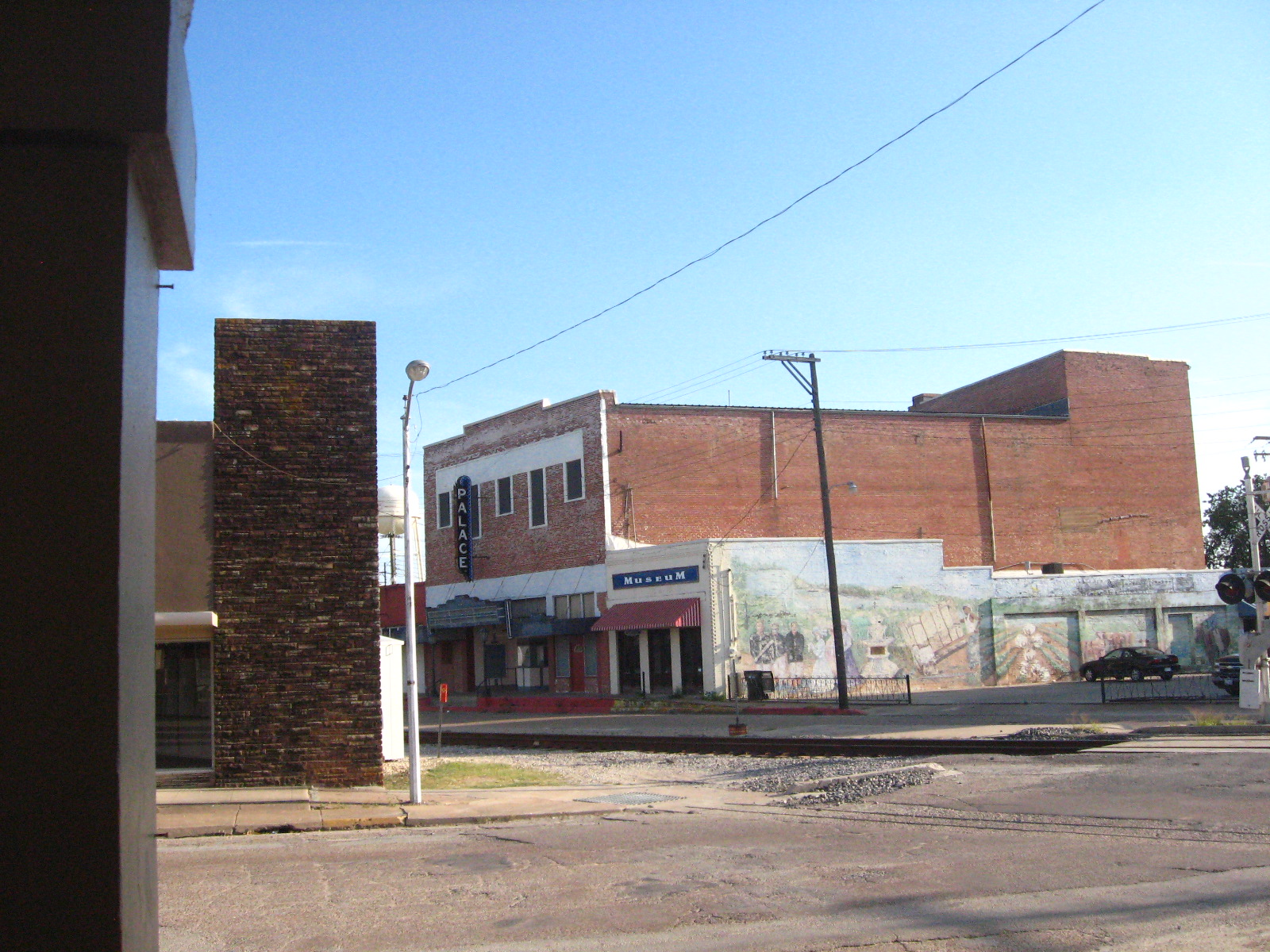
Театр Palace Theatre, 2010 год